# Anders Borgny
Anders Sven Arvid Borgny, född 2 december 1958 i Uppsala, är en svensk skådespelare.

## Filmografi
- 1993 – Kärlekens himmelska helvete
- 1997 – Vildängel
- 1999 – Lusten till ett liv
- 2000 – Knockout
- 2007 – Höök (TV-serie)